# Деїдамія (дочка Еакіда)
Деїдамія (дав.-гр. Δηιδάμεια; 321 рік до н. е. — проміж 300 і 298 роками до н. е.) — епірська принцеса з роду Пірридів, дружина Деметрія Поліоркета. Сестра епірського басилевса Пірра.

## Життєпис

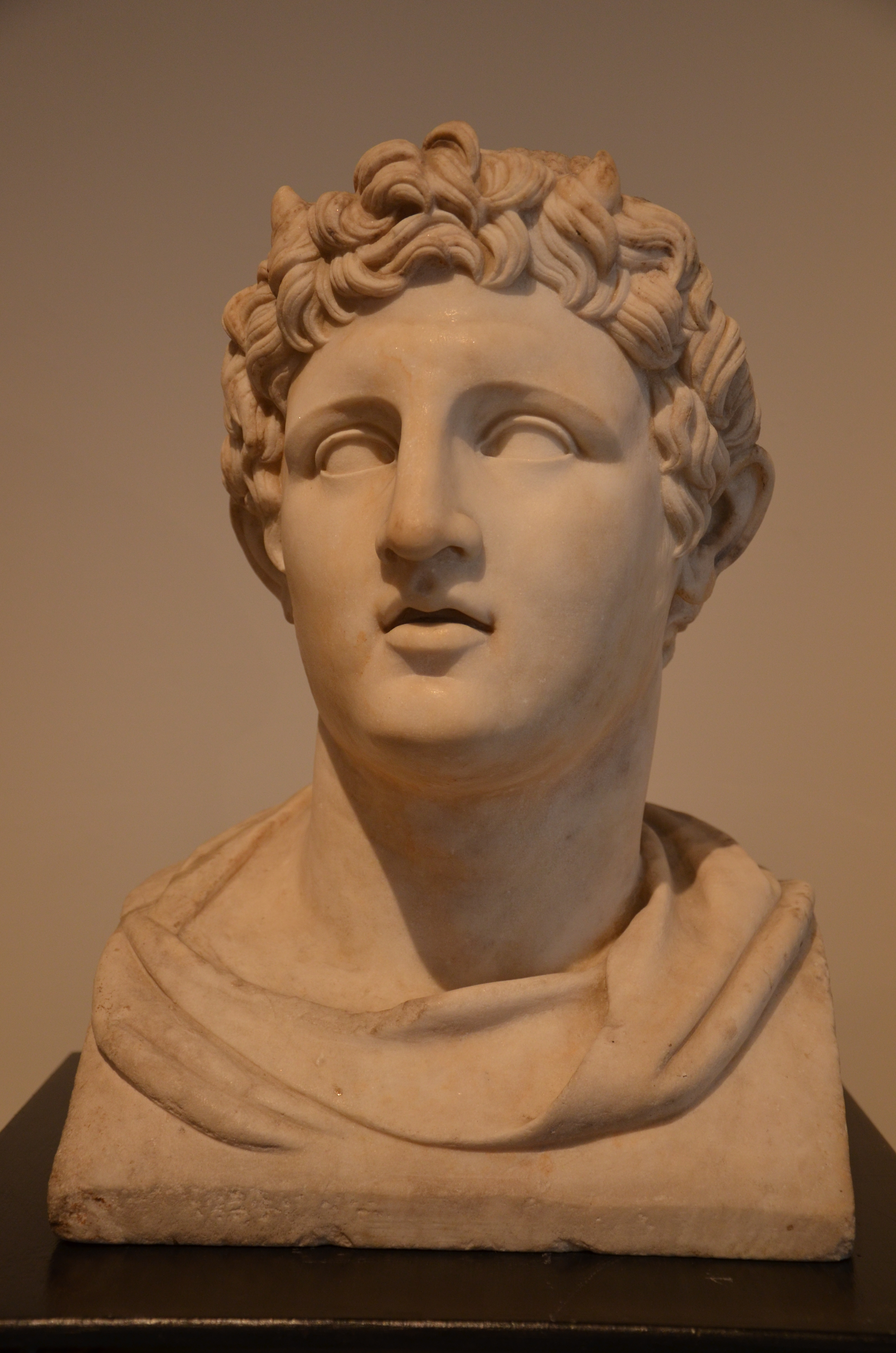
Погруддя Деметрія Поліоркета

Деїдамія народилася в сім'ї басилевса Епіру Еакіда і фессалійської аристократки Фтії, дочки воєначальника Менона, близько 321 року до н. е. Епірські басилевси зводили свій рід до міфологічного героя Ахілла. В роду Пірридів існувала традиція давати дітям імена пов'язаних з Ахіллом міфологічних персонажів. Деїдамію назвали на честь коханої Ахілла, матері Неоптолема. Окрім Деїдамії в Еакіда і Фтії був син Пірр і дочка Троада.
У проміжку між 319 і 317 роками до н. е. Деїдамію посватали за малолітнього сина Роксани і формального басилевса Македонської держави Александра IV, законного спадкоємця Александра Македонського. Заручини Деїдамії та Александра IV стали одним з кроків, на який пішли бабка Александра IV Олімпіада і регент македонської імперії Поліперхон для укладення союзу з епіротами.
У 317 році до н. е. Деїдамія перебувала у свиті Олімпіади. Разом з нею вона опинилася в Підні, яку обложив діадох Кассандр. Після того як місто було взято, Деідамія потрапила в полон. Історикам невідомо, хто став опікуном дівчинки. Імовірно, після приходу до влади Пірра в 307 році до н. е., вона повернулася додому в Епір.
У 303 році до н. е. під час щорічних свят на честь Гери в Аргосі Деїдамію, якій виповнилося 18 років, взяв за дружину Деметрій I Поліоркет. Вона стала його третьою за рахунком законною дружиною. Цей союз був укладений Деметрієм за розрахунком — щоб поріднитися з Пірром. Російський історик Роман Свєтлов зазначав, що Деметрій Поліоркет був любителем жіночої краси. Відповідно, на його думку, Деїдамія була красивою і гордою царівною, раз Деметрій уклав з нею шлюб. У пари народився син Александр. За версією історика Л. Моретті, яка не знаходить визнання в історіографії, у Деїдамії, крім Александра, народилася також дочка Стратоніка.
Шлюб Деідаміі не можна назвати щасливим. У Деметрія було багато коханок, в тому числі й серед гетер. Імовірно, в Афінах в 303—302 роках до н. е. з Деметрієм проживали дві дружини — Деїдамія і Еврідіка, а також знаменита гетера Ламія. Кожна з цих жінок народила Деметрію як мінімум по одній дитині. У 302 році до н. е., батько Деметрія Антигон на тлі загрози своїм володінням з боку діадохів Лісімаха і Селевка викликав сина до Азії. Деїдамія залишилася в Афінах. Після нищівної поразки при Іпсі у 301 році до н. е. багато союзників відвернулися від Деметрія. Афіняни на Народних зборах постановили не впускати в місто нікого з басилевсів, а Деідамію з почестями відправили в Мегару, яка ще зберігала вірність її чоловікові. Згідно з припущенням Грейс Макурді, Деїдамія могла прибути до Деметрія в 300 році до н. е. в Коринф. Згодом, близько 299 року до н. е. Деїдамія приїхала в Кілікію, яку на той момент захопив Деметрій. Однак, за словами Плутарха, після прибуття вона захворіла і померла. П. Вітлі та Ш. Дюнн датували її смерть проміжком «між 300 і 298 роками до н. е.».
Історики відзначають, що смерть Деїдамії «вдало» збіглася із заручинами Деметрія з дочкою басилевса Єгипту Птолемея I Сотера — Птолемаїдою.